# Blattsasse

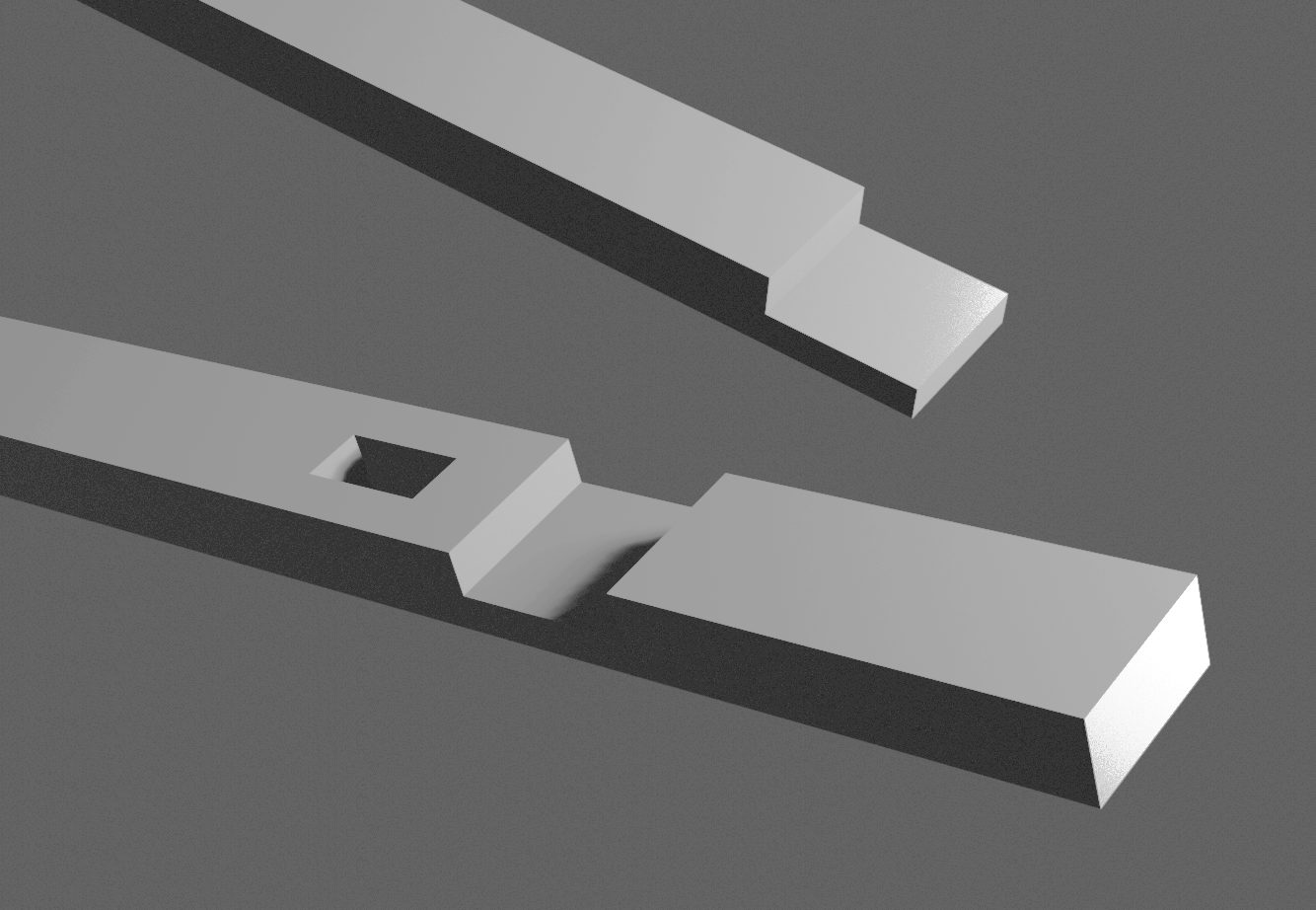
Blattsasse (rechts) mit Zapfenloch (links) und Balkenblatt (oben rechts)

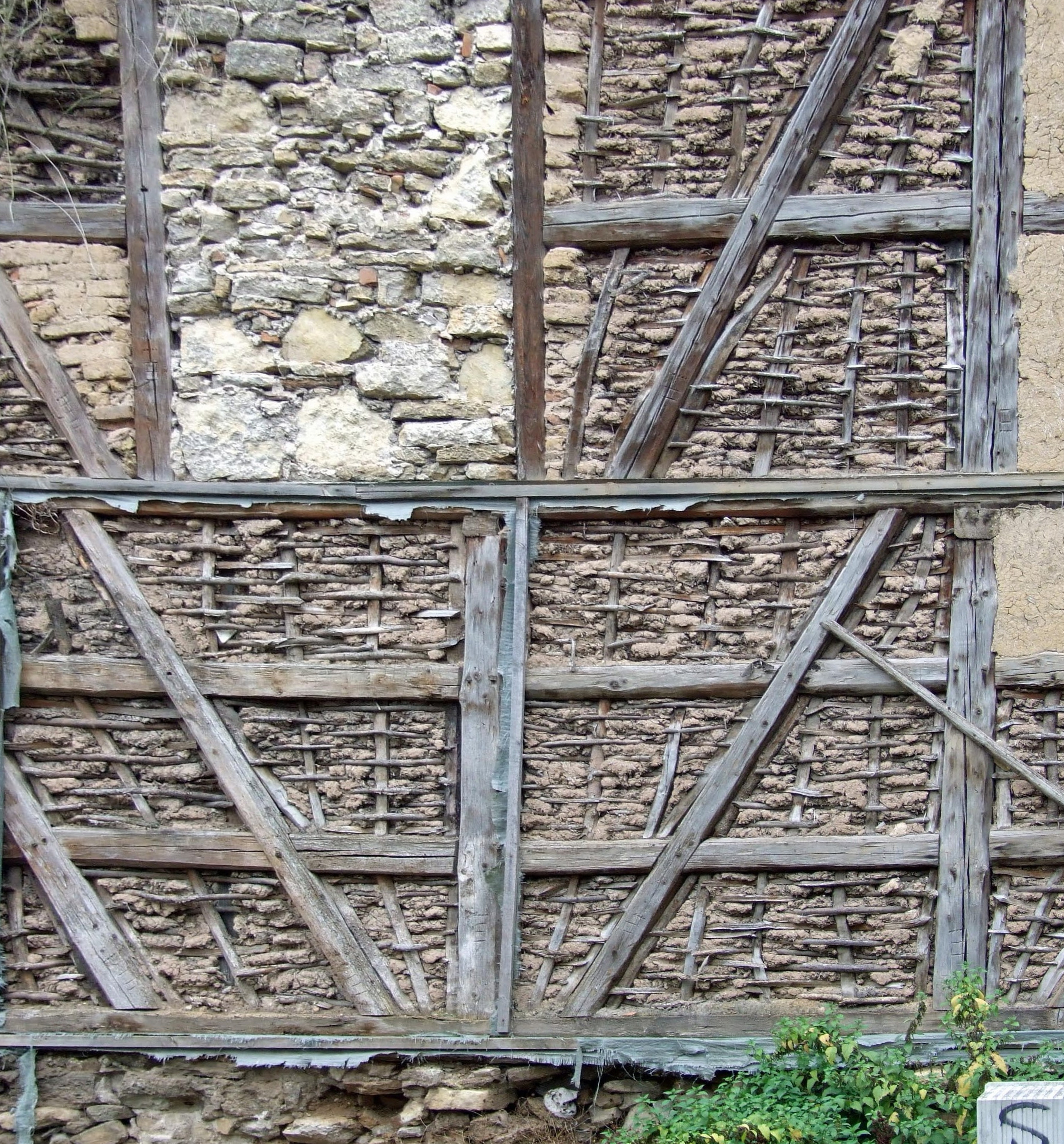
Blattsassen an den Kreuzungspunkten der Balken

Blattsasse ist ein Fachbegriff aus der Holzfachwerktechnik. Er bezeichnet eine Aussparung in einem Balken, um einen kreuzenden Balken aufzunehmen, der ebenfalls mit einer Sasse versehen ist. Befindet sich die Sasse am Ende eines Balkens, heißt sie schlicht Blatt. Ein Blatt, wie auch eine Sasse, ist typischerweise auf die Hälfte der Balkendicke reduziert.
Eine Verzapfung mit Zapfen und Zapfenloch (unten links in der Schemazeichnung) ist eine Weiterentwicklung der Holzverbindung, war aber in der Vergangenheit aufwändiger in der Umsetzung.